# Deutschland sucht den Superstar/Staffel 18
Die 18. Staffel der deutschen Gesangs-Castingshow Deutschland sucht den Superstar wurde vom 5. Januar 2021 bis zum 3. April 2021 von RTL ausgestrahlt.
Der 25-jährige Jan-Marten Block wurde Sieger der Staffel und erhielt 100.000 Euro sowie einen Plattenvertrag mit Universal Music.

## Jury
In der Jury saß erneut Dieter Bohlen; neu dabei waren Mike Singer, Maite Kelly und Michael Wendler. Letzterer stieg jedoch vorzeitig aus der Show aus und begründete dies mit Verschwörungstheorien zur COVID-19-Pandemie. Im Januar 2021 hatte Wendler Deutschland aufgrund der Corona-Maßnahmen auf Telegram mit einem „KZ“ verglichen (später äußerte er, mit „KZ“ habe er nicht Konzentrationslager, sondern „Krisenzentrum“ gemeint). Aufgrund des KZ-Vergleichs entschied sich die Sendeleitung von RTL am 6. Januar 2021 nach der ersten ausgestrahlten Folge, ihn aus allen weiteren Episoden herauszuschneiden.
RTL gab bekannt, dass die Liveshows ab dem 27. März als Halbfinale und Finale im Gebläsehallenkomplex des Landschaftsparks Duisburg stattfinden und von Oliver Geissen moderiert werden sollen. Weiter wurde vom Sender mitgeteilt, dass man sich nach dieser Staffel von Dieter Bohlen trennen werde und die Liveshows ohne ihn stattfinden werden, da dieser krankheitsbedingt abgesagt hatte. Einen Tag später gab RTL bekannt, dass ihn Thomas Gottschalk ersetzen werde.

## Ablauf
Die Castings wurden vom 5. Januar bis 9. Februar 2021 ausgestrahlt. Sie fanden nicht wie in den vergangenen Jahren an diversen Standorten statt, sondern auf dem Schiff Blue Rhapsody auf dem Rhein. 100 Teilnehmer schafften es in den ersten Recall im Mediapark Köln. Aus diesen wählte die Jury 40 Kandidaten für den zweiten Recall im Kloster Bronnbach aus. Dort kamen 30 Teilnehmer – zusammen mit den vier Gewinnern der Goldenen CDs – in den dritten Recall, wo sie von den Stimmtrainern Juliette Schoppmann und André Franke unterstützt wurden. Er fand am selben Ort statt, diesmal in einem Kuhstall. Alia Amri (Goldene CD von Michael Wendler), Olga Jung (Goldene CD von Maite Kelly) und fünf weitere Kandidaten schieden aus.
Der vierte Recall fand mit 27 Kandidaten auf der griechischen Insel Mykonos statt, darunter waren vier „Wackelkandidaten“, die zu Beginn des Recalls in zwei Duellen gegeneinander vor Dieter Bohlen alleine antraten. Er entschied sich dafür, dreien noch eine Chance zu geben, wohingegen Nagihan „Nagi“ Karram ausschied und die Heimreise antreten musste. Am Ende der ersten Mykonos-Recall-Folge mussten drei weitere Kandidaten die Show verlassen.
Nach der zweiten Folge wurden zwei Kandidaten von der Jury nach Hause geschickt und nach der dritten drei. In der letzten Mykonos-Recall-Folge schieden weitere neun Kandidaten aus, womit neun Teilnehmer in die Liveshows im Landschaftspark Duisburg-Nord einzogen. Erstmals gab es nur zwei Frauen unter den Endrundenteilnehmern. Von den neun Kandidaten schieden fünf aus; das Finale am 3. April bestand erstmals seit Staffel 9 nur aus Männern.

## Mykonos-Recall
| Kandidat                         | Alter | Wohnort       | Berufstätigkeit                         | Anmerkungen                                            | Ausgeschieden in |
| -------------------------------- | ----- | ------------- | --------------------------------------- | ------------------------------------------------------ | ---------------- |
| Jan-Marten Block                 | 25    | Süderlügum    | Auszubildender (Kaufmann im E-Commerce) | Sieger der Staffel, Viertplatzierter bei X-Factor 2018 | –                |
| Karl Jeroboan                    | 30    | Düren         | Sport- und Gesundheits-Trainer          | Goldene CD von Dieter Bohlen, Teilnehmer bei DSDS 2016 | Finale           |
| Kevin Jenewein                   | 27    | Sulzbach/Saar | Zimmermann                              | Teilnehmer bei DSDS 2013 und DSDS 2020                 | Finale           |
| Starian Dwayne McCoy             | 19    | Uhingen       | Kurierfahrer                            |                                                        | Finale           |
| Daniel „Ludi“ Ludwig             | 24    | Köln          | Fotograf und Maskenbildner              |                                                        | Halbfinale       |
| Daniele Puccia                   | 19    | Wuppertal     | Schüler                                 |                                                        | Halbfinale       |
| Jan Böckmann                     | 29    | Garthe        | Maurer und Verputzer                    |                                                        | Halbfinale       |
| Michelle Patz                    | 26    | Dietzhölztal  | Musikerin und Schauspielerin            | Teilnehmerin bei The Voice of Germany 2018             | Halbfinale       |
| Pia-Sophie Remmel                | 20    | Remscheid     | Studentin (Jura)                        | Teilnehmerin bei DSDS 2017                             | Halbfinale       |
| Bejtulla Lika                    | 18    | Hamm          | Schüler                                 |                                                        | Folge 17         |
| Enrico Juniku                    | 19    | Waldbröl      | Kellner                                 |                                                        | Folge 17         |
| Katharina Eisenblut              | 26    | Dasing        | Döner-Imbiss-Inhaberin                  | Teilnehmerin bei DSDS 2011                             | Folge 17         |
| Shada Ali                        | 24    | Waiblingen    | Student (Biologische Psychologie)       |                                                        | Folge 17         |
| Marvin Frederic Ventura Estradas | 28    | Homburg       | Einrichtungsberater                     |                                                        | Folge 17         |
| Lucas Lehnert                    | 29    | Berlin        | Musiker                                 | Teilnehmer bei DSDS 2013                               | Folge 17         |
| Ilaria Di Nieri                  | 24    | Hagen         | Friseurin                               | Goldene CD von Mike Singer                             | Folge 17         |
| Kilian Imwinkelried              | 26    | Winterthur    | Business Analyst                        |                                                        | Folge 17         |
| Serzan „Serrano“ Mehmedov        | 24    | Düsseldorf    | arbeitssuchend                          |                                                        | Folge 17         |
| Anita Omoregie                   | 19    | Hamburg       | Fachinformatikerin                      |                                                        | Folge 16         |
| Anna „Anana“ Soomin Klenz        | 19    | Erlangen      | Schülerin                               |                                                        | Folge 16         |
| Dominic Möws                     | 20    | Berlin        | Tankstellenmitarbeiter                  |                                                        | Folge 16         |
| Steve Mačo                       | 22    | München       | Künstler                                | Teilnehmer bei DSDS 2019                               | Folge 15         |
| Zoè-Priscilla Arnhold            | 19    | Bodenwerder   | Auszubildende (Automobilkauffrau)       | Teilnehmerin bei The Voice Kids 2014                   | Folge 15         |
| Giuseppina „Giusy“ Bonaffini     | 24    | Mainz         | Friseurin                               |                                                        | Folge 14         |
| Matthias Schmidt                 | 20    | Frauenau      | Student (Wirtschaftsinformatik)         |                                                        | Folge 14         |
| Vivien Schwestka                 | 21    | Rastatt       | Fertigungsmechanikerin                  |                                                        | Folge 14         |
| Nagihan „Nagi“ Karram            | 22    | Ulm           | Visagistin                              |                                                        | Folge 14         |

## Liveshows

### Kandidaten
| Platz | Kandidat             | Alter | Ausgeschieden in    |
| ----- | -------------------- | ----- | ------------------- |
| 1.    | Jan-Marten Block     | 25    | Sieger              |
| 2.    | Karl Jeroboan        | 30    | Finale 3. April     |
| 3.    | Kevin Jenewein       | 27    | Finale 3. April     |
| 4.    | Starian Dwayne McCoy | 19    | Finale 3. April     |
| 5.    | Pia-Sophie Remmel    | 20    | Halbfinale 27. März |
| 6.    | Michelle Patz        | 26    | Halbfinale 27. März |
| 7.    | Jan Böckmann         | 29    | Halbfinale 27. März |
| 8.    | Daniele Puccia       | 19    | Halbfinale 27. März |
| 9.    | Daniel „Ludi“ Ludwig | 24    | Halbfinale 27. März |

### Resultate
| Platz | Halbfinale 27. März | Finale 3. April    |
| ----- | ------------------- | ------------------ |
| 1     | Kevin 23,32 %       | Jan-Marten 33,38 % |
| 2     | Jan-Marten 19,33 %  | Karl 28,21 %       |
| 3     | Karl 17,71 %        | Kevin 25,81 %      |
| 4     | Starian 08,48 %     | Starian 12,60 %    |
| 5     | Pia-Sophie 07,95 %  |                    |
| 6     | Michelle 07,93 %    |                    |
| 7     | Jan 07,28 %         |                    |
| 8     | Daniele 05,55 %     |                    |
| 9     | Ludi 02,45 %        |                    |

### Halbfinale
Die erste Liveshow, das Halbfinale, wurde am 27. März 2021 ausgestrahlt. Da Dieter Bohlen sich für die Sendung krankgemeldet hatte, ersetzte ihn Thomas Gottschalk. Der Gruppensong der Top 9 als Opening der Show war Blinding Lights von The Weeknd. Anschließend traten die Kandidaten jeweils erst in Dreiergruppen auf, danach sangen sie alleine. Am Ende der Show mussten die Kandidaten Daniel „Ludi“ Ludwig, Michelle Patz, Daniele Puccia, Pia-Sophie Remmel und Jan Böckmann die Show verlassen. Damit waren Jan-Marten Block, Kevin Jenewein, Karl Jeroboan und Starian Dwayne McCoy die diesjährigen Finalisten.
|  | Startnr. | Name                 | Alter | 1. Interpret, Lied                   | 2. Interpret, Lied                | Bemerkung     | Platzierung |
|  | -------- | -------------------- | ----- | ------------------------------------ | --------------------------------- | ------------- | ----------- |
|  | 01       | Karl Jeroboan        | 30    | MEDUZA ft. Dermot Kennedy – Paradise | Tom Walker – Leave a Light On     | weiter        | 3 (17,71 %) |
|  | 02       | Jan-Marten Block     | 25    | MEDUZA ft. Dermot Kennedy – Paradise | Seal – Kiss from a Rose           | weiter        | 2 (19,33 %) |
|  | 03       | Starian Dwayne McCoy | 19    | MEDUZA ft. Dermot Kennedy – Paradise | The Weeknd – Earned It            | weiter        | 4 0(8,48 %) |
|  | 04       | Pia-Sophie Remmel    | 20    | Dua Lipa – Break My Heart            | David Guetta ft. Sia – Let’s Love | ausgeschieden | 5 0(7,95 %) |
|  | 05       | Daniel „Ludi“ Ludwig | 24    | Dua Lipa – Break My Heart            | Charlie Puth – Attention          | ausgeschieden | 9 0(2,45 %) |
|  | 06       | Michelle Patz        | 26    | Dua Lipa – Break My Heart            | LEA – Treppenhaus                 | ausgeschieden | 6 0(7,93 %) |
|  | 07       | Daniele Puccia       | 19    | Milow – Whatever It Takes            | BTS – Dynamite                    | ausgeschieden | 8 0(5,55 %) |
|  | 08       | Jan Böckmann         | 29    | Milow – Whatever It Takes            | Johannes Oerding – Ungeschminkt   | ausgeschieden | 7 0(7,28 %) |
|  | 09       | Kevin Jenewein       | 27    | Milow – Whatever It Takes            | Richard Marx – Right Here Waiting | weiter        | 1 (23,32 %) |

### Finale
Das Finale wurde am 3. April 2021 ausgestrahlt. Thomas Gottschalk vertrat erneut Dieter Bohlen in der Jury. Zudem waren als Gäste der Show jeweils ein Familienmitglied der Kandidaten anwesend. Der Gruppensong der Top 4 war Giants von Dermot Kennedy. Jeder der Finalisten sang jeweils einen neuen Einzelsong, anschließend sein Staffelhighlight und zuletzt den jeweiligen Siegersong. Jan-Marten Block ging mit 33,38 Prozent der Publikumsstimmen und seinem Siegersong Never Not Try als Gewinner hervor.
|  | Startnr. | Name                 | Alter | 1. Interpret, Lied Einzelsong     | 2. Interpret, Lied Staffelhighlight          | 3. Interpret, Lied Finalsong     | Bemerkung        | Platzierung |
|  | -------- | -------------------- | ----- | --------------------------------- | -------------------------------------------- | -------------------------------- | ---------------- | ----------- |
|  | 1        | Starian Dwayne McCoy | 19    | Shawn Mendes – Treat You Better   | Ed Sheeran – Perfect                         | Starian Dwayne McCoy – Hold On   | Viertplatzierter | 4 (12,60 %) |
|  | 2        | Kevin Jenewein       | 27    | Bruno Mars – Locked Out of Heaven | Blue – Breathe Easy                          | Kevin Jenewein – Hurricane       | Drittplatzierter | 3 (25,81 %) |
|  | 3        | Karl Jeroboan        | 30    | Kaleo – Way Down We Go            | James Brown – It’s a Man’s Man’s Man’s World | Karl Jeroboan – Where We Were    | Zweitplatzierter | 2 (28,21 %) |
|  | 4        | Jan-Marten Block     | 25    | Lewis Capaldi – Bruises           | Rag ’n’ Bone Man – Human                     | Jan-Marten Block – Never Not Try | Sieger           | 1 (33,38 %) |

## Quoten
| Folge | Wettbewerb        | Erstausstrahlung     | Zuschauerzahl | Einschaltquote |
| ----- | ----------------- | -------------------- | ------------- | -------------- |
| 01    | Castings          | Di, 5. Januar 2021   | 3,25 Mio.     | 10,7 %         |
| 02    | Castings          | Sa, 9. Januar 2021   | 3,60 Mio.     | 10,8 %         |
| 03    | Castings          | Di, 12. Januar 2021  | 3,21 Mio.     | 9,9 %          |
| 04    | Castings          | Sa, 16. Januar 2021  | 4,01 Mio.     | 11,6 %         |
| 05    | Castings          | Di, 19. Januar 2021  | 2,82 Mio.     | 8,3 %          |
| 06    | Castings          | Sa, 23. Januar 2021  | 3,46 Mio.     | 10,5 %         |
| 07    | Castings          | Di, 26. Januar 2021  | 3,14 Mio.     | 10,0 %         |
| 08    | Castings          | Sa, 30. Januar 2021  | 3,40 Mio.     | 10,5 %         |
| 09    | Castings          | Di, 2. Februar 2021  | 2,79 Mio.     | 8,7 %          |
| 10    | Castings          | Sa, 6. Februar 2021  | 3,48 Mio.     | 10,8 %         |
| 11    | Castings / Recall | Di, 9. Februar 2021  | 3,32 Mio.     | 10,7 %         |
| 12    | Bronnbach-Recall  | Sa, 13. Februar 2021 | 3,46 Mio.     | 10,9 %         |
| 13    | Bronnbach-Recall  | Sa, 20. Februar 2021 | 3,26 Mio.     | 10,2 %         |
| 14    | Mykonos-Recall    | Sa, 27. Februar 2021 | 3,15 Mio.     | 10,1 %         |
| 15    | Mykonos-Recall    | Sa, 6. März 2021     | 3,04 Mio.     | 9,5 %          |
| 16    | Mykonos-Recall    | Sa, 13. März 2021    | 2,91 Mio.     | 9,2 %          |
| 17    | Mykonos-Recall    | Sa, 20. März 2021    | 2,98 Mio.     | 9,8 %          |
| 18    | Halbfinale        | Sa, 27. März 2021    | 3,22 Mio.     | 11,8 %         |
| 19    | Finale            | Sa, 3. April 2021    | 2,68 Mio.     | 10,0 %         |